# Ines von Ketelhodt
Ines von Ketelhodt, vollständig Ines Elinor Ulrike Freifrau von Ketelhodt (* 27. Juni 1961 in Frankfurt am Main) ist eine deutsche Designerin, Buchkünstlerin und Fotografin.

## Leben und Leistungen
Ines von Ketelhodt stammt aus dem Adelsgeschlecht von Ketelhodt. 1981 bis 1988 studierte sie an der Hochschule für Gestaltung in Offenbach am Main Visuelle Kommunikation. Sie graduierte als Diplom-Designerin und gründete mit Uta Schneider, Ulrike Stolz und Anja Harms die Künstlergruppe Unica T, der sie bis zu ihrer Auflösung Ende 2001 angehörte.
Seit 1986 ist sie im Bereich Grafik-Design, Fotografie und Buchgestaltung freischaffend tätig.
Von 1997 bis 2006 arbeitete sie zusammen mit Peter Malutzki an einem 50-bändigen Buchkunst-Projekt mit dem Titel Zweite Enzyklopädie von Tlön, das von Jorge Luis Borges’ Tlön, Uqbar, Orbis Tertius inspiriert war. Von 2011 bis 2013 arbeitete sie an dem sechsbändigen Buchkunst-Projekt farbwechsel: weiß, gelb, grün, blau, rot, schwarz.
Ines von Ketelhodt lebt in Flörsheim am Main.

## Auszeichnungen
Ketelhodt erhielt eine Reihe von Auszeichnungen:
- 1989: Förderpreis der Stiftung Buchkunst, Frankfurt am Main
- 2000: Walter-Tiemann-Preis, Verein zur Förderung von Grafik und Buchkunst, Leipzig (mit Peter Malutzki)[5]
- Schönste Deutsche Bücher, Stiftung Buchkunst, Frankfurt am Main
- Schönste Bücher aus aller Welt, Stiftung Buchkunst, Leipzig
- Finalist, MCBA Prize, Minnesota Center for Book Arts, Minneapolis/MN.

## Werke / Künstlerbücher
- architektur/baukunst. 70 Ex., Offenbach 1987
- Marguerite Duras: Atlantik Mann. 50 Ex., Offenbach 1988
- Ernst Meister: Konzept I. 30 Ex., Offenbach 1988
- Konzept II. 30 Ex., Offenbach 1989
- mit Peter Malutzki: Leporello 1 und 2, 60 Ex., 2 Bände, Offenbach und Lahnstein 1989
- Michel Butor: Konzept III. 40 Ex., Offenbach 1990
- Karoline von Günderode: Don Juan. 50 Ex., Offenbach 1990
- … 17.1. bis 28.2.9 1 bis … 50 Ex., Frankfurt/Main 1991
- G.W.F. Hegel: opus i. (Zusammenarbeit mit Mirta Domacinovic), 50 Ex., Offenbach und Oberursel 1991
- Karoline von Günderode: Apokaliptisches Fragment. 20 Ex., Oberursel 1992
- Peter Rosei: Land:AnSicht. 13 Ex., Oberursel 1992
- Karoline von Günderode: Der Kuss im Traume. 50 Ex., Unica T, Oberursel 1993
- Ernst Meister: variation 1. 30 Ex., Oberursel 1993
- Le Corbusier: variation 2. 100 Ex., Oberursel 1993
- Marguerite Duras: variation 3. 45 Ex., Oberursel 1994
- Friederike Mayröcker: Brancusi »Der Kusz« (Kalkstein); Goethe: Meine Ruh ist hin. 50 Ex., Oberursel 1994
- Friederike Mayröcker: Bildlegende zu einem absurden Puppentheater. 40 Ex., Oberursel 1994
- Rafael Alberti: Engel. 50 Ex., Oberursel 1995
- Karoline von Günderode: Hochroth; Marie Luise Kaschnitz: Frankfurt. 80 Ex., Oberursel 1996
- Peter Rosei: Unser Landschaftsbericht. (Zusammenarbeit mit Peter Malutzki), 60 Ex., Lahnstein und Oberursel 1996
- Italo Calvino: Die Städte und die Zeichen 1. 10 Ex., Oberursel 1996
- Italo Calvino: Die Städte und die Namen 2. 10 Ex., Oberursel 1996
- Italo Calvino: Die subtilen Städte 3. 10 Ex., Oberursel 1996
- mit Peter Malutzki: Zweite Enzyklopädie von Tlön. 40 Ex., 50 Bände, Flörsheim/Lahnstein/Oberursel 1997–2006
- Brüder Grimm: In Vino Veritas. 40 Ex., Flörsheim 2008
- Maurice Blanchot: Album. 45 Ex., Flörsheim 2009
- Die bessere Hälfte – Eine Ahnengalerie. 50 Ex., Flörsheim 2010
- Hans Arp, H.C. Artmann, Giorgio Manganelli, Virginia Woolf: farbwechsel: weiß, gelb, grün, blau, rot, schwarz. 33 Ex., 6 Bände, dt./engl./ital., Flörsheim 2011–2013
- Roland Barthes: Times Square 1-2-3, 40 Ex., 3 Bände, frz./dt./engl., Flörsheim 2014
- Hugo von Hofmannsthal: Zeit/Temps/Time, 45 Ex., dt./frz./engl., Flörsheim 2015
- Hans Jakob Christoffel von Grimmelshausen: Bestiarium Continuatio, 40 Ex., Flörsheim 2016
- Michel Butor: Alpha Beta, 35 Ex., 2 Bände, frz./dt., Flörsheim 2017
- Thomas Bernhard: Denken – Gehen, 35 Ex., Flörsheim 2018
- Michel Butor: Poissons Forgerons – Schmiedefische, 35 Ex., frz./dt., Flörsheim 2018
- Georg Büchner: Mienenspiel, 35 Ex., dt./engl., Flörsheim 2020
- Franz Kafka: Die Sorge des Hausvaters, 25 Ex., Flörsheim 2021
- Lewis Carroll: Patience, 25 Ex., engl., Flörsheim 2023
- Ernst Jandl: schtzngrmm, 25 Ex., Flörsheim 2023

## Ausstellungen (Auswahl)
- 1994: Second International Artists’ Book Exhibition. Szent István Király Múzeum, Székesfehérvár/Ungarn.
- 1996: Zehn Jahre Unica T. Museum Angewandte Kunst, Frankfurt/Main.
- 2001: Zweite Enzyklopädie von Tlön. Herzog August Bibliothek, Wolfenbüttel.
- 2002: Contemporary Artists’ Books from Germany. Takeo Gallery, Tokyo/Japan.
- 2003: Contemporary Artists’ Books from Germany. University of the Arts, Philadelphia/PA.
- 2004: Zweite Enzyklopädie von Tlön. Museum Angewandte Kunst, Frankfurt/Main.
- 2005: Alternative Voices: Artists’ Books, Comix, and Zines, Watkinson Library. Trinity College, Hartford/CT.
- 2006: Contemporary Artists’ Books from Germany. Municipal Museum of Art, Toyota/Japan.
- 2006: Photography and the Artist Book. Light Factory, Charlotte/NC.
- 2007: Zweite Enzyklopädie von Tlön. Gutenberg Museum, Mainz.
- 2008: De verbeelding van Borges –Tweede Encyclopedie van Tlön. Museum Meermanno, Den Haag/Niederlande.
- 2009: Zehn Jahre Editionale Köln. Kunst- und Museumsbibliothek im Museum Ludwig, Köln.
- 2010: Object Focus – The Book. Museum of Contemporary Craft, Portland/OR.
- 2011: The MCBA Prize 2011 Finalists. Minnesota Center for Book Arts, Minneapolis/MN.
- 2012: Diamond Leaves – Artist’ Books from around the World. CAFA Art Museum, Peking/China.
- 2013: Seductive Alchemy – Books by Artists. TWU Gallery, Denton/TX.
- 2014: Éloge de la Rareté – Cent trésors de la Réserve des livres rares. Bibliothèque nationale de France, Paris.
- 2015: Handverlesen – Künstlerbücher und Pressendrucke aus der Universitätsbibliothek Johann Christian Senckenberg. Klingspor-Museum Offenbach/Main.
- 2016: Reading with the Senses. Lunder Arts Center, Cambridge/MA.
- 2016: The Authority of the Book. Turchin Center for the Visual Arts, Boone/NC.
- 2016: Artists & Others – From the Koopman Collection, National Library of the Netherland. Grolier Club, New York.
- 2016: Im Dialog – Künstlerbücher von Ines v. Ketelhodt und Werke aus der Universalbibliothek von Carl Gerd v. Ketelhodt (1738–1814). Altes Rathaus, Rudolstadt.
- 2017: The MCBA Prize 2017 Finalists. Minnesota Center for Book Arts, Minneapolis/MN.
- 2017: Historic Futures – Artists Reinvent the Book. Legion of Honor Museum, San Francisco/CA.
- 2018: EDITIONALE Köln, 2000–2016. Universitäts- und Stadtbibliothek Köln.
- 2018: Freud on the Couch – Psyche in the Book. The Center for Book Arts, New York; San Francisco Center for the Book; Minnesota Center for Book Arts, Minneapolis/MN.
- 2018: 50 Years of the Photographic Artists’ Book, 1968–2018. Joseph Gross Gallery, School of Art, Tucson/AZ.
- 2018: Artists and Their Books, Books and Their Artists. Getty Research Institute, Los Angeles/CA.
- 2019: Labyrinth der Farben. Museum Pfalzgalerie, Kaiserslautern.
- 2019: Im Licht von Raum und Zeit. Ines von Ketelhodt. Fotografien und Künstlerbücher. Klingspor-Museum, Offenbach am Main.
- 2022: Materialia Lumina – Artists’ Books from the Codex Book Fair. Stanford Libraries, CA (US).
- 2022: Zweite Enzyklopädie von Tlön. Bibliothèque nationale de Luxembourg (LU).
- 2023: Alphabets Alive! Curated by Robert Bolick, University of Oxford, Bodleian Libraries, Oxford (GB).

## Kataloge
- Unica T (Hrsg.): Unica T – Zehn Jahre Künstlerbücher. (Ausstellungskatalog, dt./engl.), Oberursel und Offenbach 1996
- Peter Malutzki und Ines von Ketelhodt (Hrsg.): Zweite Enzyklopädie von Tlön. (Ausstellungskatalog, dt./engl.), Flörsheim 2007
- Ines von Ketelhodt und Klingspor-Museum (Hrsg.): Ines von Ketelhodt_Bücher /// Books. (Werkverzeichnis, dt./engl.), Flörsheim und Offenbach 2019